# قبلان مكرزل
قبلان سليم مكرزل شاعر لبناني ولد في بلدة أنطلياس في لبنان.

## حياته
تلقى التعليم الابتدائي في مدارس بلدة أنطلياس، والثانوي في مدرسة اللاييك في بيروت، ثم انتقل إلى دمشق والتحق بجامعتها لدراسة الحقوق عام 1932، سافر إلى موسكو عام 1932) وتخصص في دراسة فلسفة التطور الاجتماعي.
عمل موظفًا في مطار رياق، وقلم المطبوعات في بيروت، والإذاعة اللبنانية، ومعلمًا في عدد من المدارس، منها الكلية اليسوعية، ثم تقاعد عام 1975. كما كان عضوًا في الحزب الشيوعي اللبناني في مطلع الثلاثينيات، لكنه اعتزل السياسة بعد جلاء الجيوش الأجنبية عن لبنان. غنت فيروز أغنيتين من أشعاره وهما أنت يا ميّ زهرة و حبذا يا غروب.

## أعماله

### الشعر
له أعمال شعرية كاملة بعنوان: «المجموعة الشعرية الكاملة لقبلان مكرزل - الجزء الأول» صدرت عن دار الغربال - بيروت 2006، وتضم ثمانية دواوين:
- 1946:الخلود
- 1947:أنا طير شرود
- 1948:جنيّة الوادي
- 1960:عرس الأزهار
- 1962:أحبك
- 1963:إلى شمس
- 1965:قولوا لها
- 1965:جبل الذئب

وله «أعمال شعرية كاملة - الجزء الثاني» صدرت أيضا عن دار الغربال - بيروت 2007، وتضم ثلاثة دواوين:
- من وحي أصدقائي
- أغاريد
- هيكل الحب

وله «أعمال شعرية كاملة - الجزء الثالث»، وتضم ثلاثة دواوين:
- يحة التاريخ
- همسات
- القمر الأخضر

### المؤلفات
له مؤلفات عدة، منها:
- طريق التاريخ - مطابع سميا - بيروت 1950.
- أعشابنا دواء صحتك - مؤسسة عزالدين - بيروت.
- نباتنا وثمارنا لجمال وشباب دائمين - دار مختارات - بيروت 1987.

## وفاته
توفي قبلان مكرزل في أنطلياس، أقيم له حفل تذكاري في بلدة أنطلياس بإحدى القاعات الثقافية شارك فيه مجموعة من الأدباء اللبنانيين.
1. 1 2 3 4 5  "معجم البابطين لشعراء العربية في القرنين التاسع عشر و العشرين -قبلان سليم مكرزل". www.almoajam.org. مؤرشف من الأصل في 2021-10-16. اطلع عليه بتاريخ 2021-10-15.